# Вартоломей, Анамария
Анамария Вартоломей (фр. Anamaria Vartolomei, род. 9 апреля 1999 года, Бакэу) — французская фотомодель и актриса румынского происхождения. В 11 лет дебютировала в фильме «Моя маленькая принцесса» (2011). Позже снималась в фильмах «Джеки в царстве женщин» (2014), «Вечность» (2016).

## Фильмография
| Год  |     | Русское название        | Оригинальное название       | Роль              |
| ---- | --- | ----------------------- | --------------------------- | ----------------- |
| 2011 | ф   | Моя маленькая принцесса | My Little Princess          | Виолетта          |
| 2014 | кор | Н — нож                 | C comme Couteau             | девочка           |
| 2014 | ф   | Джеки в царстве женщин  | Jacky au royaume des filles | Соня              |
| 2015 | кор |                         | Deux rivages                | Александра        |
| 2016 | ф   |                         | Ma révolution               | Сигрид            |
| 2016 | ф   | Идеал                   | L'Idéal                     | Лена              |
| 2016 | ф   | Вечность                | Éternité                    | Марго             |
| 2017 | ф   |                         | Le semeur                   | Жозефина          |
| 2017 | ф   | Обмен принцессами       | L'échange des princesses    | Луиза Елизавета   |
| 2020 | ф   | Как быть хорошей женой  | La bonne épouse             | Альбан де Дю Понт |
| 2021 | ф   | Событие                 | L'événement                 | Анна              |
| 2022 | ф   | Медуза                  | Méduse                      | Клеманс           |
| 2024 | ф   | Империя                 | The Empire                  | Жанна де Бек      |
| 2024 | ф   | Быть Марией             | Maria                       | Мария Шнайдер     |
| 2024 | ф   | Граф Монте-Кристо       | Le Comte de Monte-Cristo    | Гайде             |
| 2025 | ф   | Микки 17                | Mickey 17                   | Кай Кац           |

## Критика
«Молодая актриса Анамария Вартоломей прекрасно сыграла роль Виолетты в фильме „Моя маленькая принцесса“, и надеемся, что это не последний фильм». — Focus.
«Ева нашла очень много общего с Анамарией, которая превзошла вершины чувственности и драматизма». — Sabine Glaubitz, Münstersche Zeitung.

## Награды и номинации
| Год  | Награда                  | Категория                    | Работа                  | Результат |
| ---- | ------------------------ | ---------------------------- | ----------------------- | --------- |
| 2011 | Mumbai Film Festival     | Лучшая актриса               | Моя маленькая принцесса | Победа    |
| 2012 | Люмьер                   | Самая многообещающая актриса | Моя маленькая принцесса | Номинация |
| 2012 | Кинофестиваль в Ла-Сьота | Лучшая актриса               | Моя маленькая принцесса | Номинация |
| 2022 | Люмьер                   | Лучшая актриса               | Событие                 | Победа    |
| 2022 | Сезар                    | Самая многообещающая актриса | Событие                 | Победа    |